# 追う男
『追う男』（おうおとこ）は、NHK総合テレビの「ドラマ人間模様」で1986年7月12日から8月2日まで放送された全4回の日本のテレビドラマである。主演の松田優作が探偵役として出演する作品としては最後の作品である。NHKソフトウェア・バップからDVDが販売された（8P解説書付属）。

## ストーリー

### 第1回
大阪の廃業しかけの興信所「キャリーサービス」（周辺の看板等から所在地は鶴橋と思われる）に依頼が来る。三協銀行中之島支店の後藤からだ。調査料は20万、成功報酬は200万。内容は神津伸行の所在調査。探偵の瀬木涼介は伸行の妻弓子に接触する。弓子は、伸行が横領の疑いをかけられていたことにはじめて気づき、肩身の狭い想いをしていた。そんな中、護岸工事の工事現場から死体が上がる。だがそれは伸行ではなかった。伸行は何らかの事件に巻き込まれたのか? それとも公金横領をしてしまったのか?
- 護岸工事のクレーン内のラジオからダウンタウンの漫才が流れる。

### 第2回
涼介は、キャリーサービスを訪ねた化粧品販売員、富岡美津江から弓子の過去を聞くことになる。火事を起こしたのは弓子じゃないか? という言葉がなにか引っかかる。また、伸行が飲み屋で「期限までにまとまった現金を工面するのは無理だ」とこぼしていたことも分かってくる。それでも妻である弓子は伸行が横領犯ではないと言う。次の日、小浜で死体が上がったと竹宮から聞く。瀬木は列車に乗り小浜に向かう。小浜は瀬木と因縁がある場所でもあった。そしてかつて一緒に暮らしていた涼介の元妻滝口小夜子と5年ぶりに再会し、同時に弓子らも死体が上がったことを聞きつけ、小浜に来ていたのだが……。過去そのものと同時に、自分の存在をも消そうとしていた瀬木であったが、再び過去と向き合うこととなる。

### 第3回
かつて涼介は製薬会社で新薬の開発に携わっていたのだが、殺人事件がおこり、自分という存在を抹消するために蒸発したのだ。小夜子と僅かな時間を過ごし、涼介は路線バスに乗り、小浜駅に向かう。そこには弓子とかおりもいた。そして弓子らが社宅に戻ってみると、パトカーが数台止まっていて、弓子の部屋に警察の家宅捜索が入っていた。銀行が警察に調査を依頼したのと同時に、涼介に捜査の打ち切りを告げたのだ。しかし相変わらず社宅内では弓子に対しての態度は冷たく、伸行の同僚の久保寺勝の妻、安代だけが良き理解者だ。捜査は打ち切りになったものの弓子は能登や秋田に死体が上がるたびに向かい、涼介は浮気調査に乗り出していた。

### 第4回
弓子は伸行の同僚久保寺から、涼介の過去を聞かされる。一方涼介は、行きつけの食堂、モンパルナスで竹宮から捜査の状況を聞く。それでもまったく糸口はつかめないでいた。その上失踪事件が新聞沙汰になるし、弓子の部屋に警察による手荒な捜査は入るし、浮気調査が打ち切りになってしまう。そして雪の降る晩、元妻小夜子から手紙が来る。それは、小浜の実家を改装することになったという知らせと、離婚届けだった。涼介は依然として地味に伸行の失踪事件を捜査し、写真を現像しているうちに久保寺が事件に関係があるのではないかと睨み、大金を掴んだとおもわれる女性とともに行動する久保寺を尾行する。涼介が未だに捜査を続けているさなか、嵐の晩、弓子が涼介のもとを訪ねてくる。語り合う二人。弓子が自分の過去を語り出す。弓子も涼介と同様に暗い過去を持っていた。翌日涼介と竹宮の推理通り、久保寺が逮捕され、下水道から伸行の死体が発見され、横領の疑いをかけられていた伸行が実は被害者だったことが新聞に掲載されていた。事件が解決し、涼介はかおりと魚釣りに行く約束をするが、弓子とかおりは引っ越したことを手紙で知ることとなる。

## 出演者

### 主なキャスト
瀬木涼介
演 - 松田優作
主人公で興信所「キャリーサービス」の探偵。小夜子と結婚し、昔一緒に東京で暮らしていたが、製薬会社の事件後、なにもかもを捨て去るために1年間蒸発していた。その間に、涼介と小夜子の間に生まれた娘が事故で亡くなって、涼介の友人と小夜子が交際していることがわかってから、なにもかも信用できなくなって過去を抹消しようと思うようになる。行きつけのキャバレーと映画館があるが、大抵寝ている。
神津弓子
演 - 烏丸せつこ（12歳時：渡辺寛美）
失踪した夫、神津伸行の妻。昔ちょっとしたことから実母を憎み、自宅に放火し、実家が消失。旧姓は「小宮山」
神津かおり
演 - 勝畑典子
伸行の娘。伸行が失踪してから小学校でいじめられ、不登校になる。ビー玉遊びと釣りが好き。
滝口小夜子
演 - 阿木燿子
涼介の元妻。昔涼介と東京で暮らしていた頃はデパートに務めていた。現在は実家である小浜で実母の家業を手伝う。

### 三協銀行
神津伸行
演 - 亀井賢二
弓子の夫で三協銀行中之島支店の取引渉外科課長。失踪後何者かに絞殺される。43歳。
後藤専務
演 - 橋爪功
三協銀行の専務で、失踪事件の依頼主。
久保寺勝
演 - 月亭八方
伸行の同僚。
久保寺安代
演 - 紅萬子
勝の妻。弓子の唯一の理解者。

### その他
富岡美津江
演 - 岡本麗
化粧品販売員。弓子とは同郷で、弓子の過去を知っている。
渡部トヨ
演 - 河東けい
涼介の助手。タフな大阪のおばはん。
滝口きわ
演 - 華ぼたん
小夜子の母。
リカ
演 - 三田篤子
涼介の行きつけのキャバレーのホステス。第4回で宝くじで一千万を当てた途端に、店を突然辞める。涼介と仲が良く、軽井沢のペンションの管理人を任せたいという男性と交際している。
老婆
演 - 木下サヨ子
地主で、涼介に強盗犯が埋めたとされる3億円の発掘を依頼する老婆。
作業員
演 - 桂坊枝
護岸工事の工事現場から死体を発見する作業員。
ソバ屋の出前持ち
演 - 生瀬勝久
キャリーサービスに出前を届けるソバ屋。キャリーサービスの出前のツケが溜まっている。
モンパルナス主人
演 - 笑福亭松之助
涼介の行きつけの食堂「モンパルナス」の店主。
竹宮
演 - 國村隼
警察に知り合いが居ることから、知り合いから聞いた神津伸行の情報を涼介に提供する男で元サラリーマン。現在は失業保険で生活している。
- 銀行支店長 - 永井辰弥
- 支店長代理 - 大竹修造
- 支店長の妻 - 山之内滋美
- 銀行員の妻 - 小林泉、湊裕美子
- ホステス - 後藤さとみ、高田貴和子
- 郵便配達員 - 小林和夫
- 由紀 - 三沢恵里
- 鈴子 - 門野内純子
- ビル管理人 - 山村弘三
- 洋品店主人 - 上村明子
- 夜の町の人々 - 田口哲、三村伸也、児玉博之、小島祐美
- 柳川昌和、三浪郁二、笹五朗、山田交作、竹内美樹、平田紀子、前田秀司、朱夏洋子、神宇和薫、佐藤雅夫

## スタッフ
- 脚本 - 筒井ともみ
- 方言指導 - 稲田弘子
- 音楽 - 井野信義
- 制作 - 高橋康夫
- 美術 - 稲葉寿一・石村嘉孝
- 技術 - 松田陽・宮武良和
- 効果 - 加藤正孝
- 照明 - 田渕英憲・松村豊
- 撮影 - 皿井良雄・八木悟
- 音声 - 田中正広・土屋忠昭
- 演出 - 佐藤幹夫（NHK大阪）・三枝健起（NHK大阪）